# Proctotrupidae
De Proctotrupidae of priemwespen vormen een familie van parasitaire wespen in de orde Hymenoptera (Vliesvleugeligen). Vertegenwoordigers komen voor op alle continenten behalve Antarctica. Fossiele vertegenwoordigers zijn bekend als insluitsels in barnsteen uit het Krijt.
Morfologisch is de familie scherp afgebakend ten opzichte van andere families. De verwantschappen daarentegen zijn veel minder duidelijk. De Heloridae worden als zustergroep gezien.
Moderne overzichten onderscheiden twee subfamilies, de Acanthoserphinae die voorkomen in Zuid-Amerika en Australië en de Proctotrupinae met zwaartepunt in het Holarctische faunagebied. In de revisie van de familie onderscheiden Townes & Townes (1981) 320 soorten verdeeld over veertig genera wereldwijd. Het aantal onbeschreven soorten schatten zij op een veelvoud daarvan.
Als larve leven de Proctotrupidae-soorten parasitair op larven van kevers behorend tot enkele families van Coleoptera, mogelijk ook op larven van Mycetophilidae, paddenstoelmuggen uit de orde Diptera.